# 1 〜ONE〜
『1 〜ONE〜』（ワン）は、ゆずの通算6作目のオリジナルアルバム。2004年9月15日発売。発売元はセーニャ・アンド・カンパニー。

## 解説
- 19thシングル「歩行者優先」（2003年10月22日、両A面扱いの「濃」は未収録）、トリプルA面扱いとなった20thシングル「桜木町/シュミのハバ/夢の地図」（2004年6月2日）、21stシングル「栄光の架橋」と、シングルA面曲が計5曲収録されている。
- 全体的に「生」「命」について歌った曲が多い。
- アートワークは、4thアルバム『ユズモア』（2002年3月6日）以来の村上隆。
- 松任谷正隆がアレンジャーで初参加。「桜木町」のイントロ（ピアノのメロディー）は、北川から楽曲のイメージを口頭で聴いた松任谷が、即興でその場で弾いたものだという。聞いた瞬間に「これ以外はありえない」と思ったほどイメージどおりだったため、そのセンスにその場に居合わせた者は皆驚いたらしい（当時のインタビューより）。なお、妻である松任谷由実とは、2007年に「Golden Circle feat.寺岡呼人・松任谷由実・ゆず」名義で共演し、オリコンチャートで1位を獲得した。
- 発売1週で前作『ゆずスマイル』を抜き、累計では『すみれ』を上回った。
- 2004年は前半に「体育館ツアー 2004 夢の地図」、後半に当アルバムに連動した体育館ツアー「体育館ツアー 2004 『1 〜ONE〜』」（追加公演で初の単独・日本武道館公演あり）を行うなど、ライブ活動が活発であった。「栄光の架橋」がファンの前で初披露されたのは、CD発売前の「夢の地図」ツアーである。なお、「1 〜ONE〜」ツアーでは当アルバム収録曲すべてが披露された。
- ライブの模様は『ゆず LIVE FILMS 夢の地図』が2005年にファンクラブ限定販売、『ゆず LIVE FILMS 1 〜ONE〜』が2005年4月6日に一般発売された。コンサートはどちらも「SUNSTAR Ora2 Presents」であったが、「ゆず LIVE FILMS 夢の地図」には、コミカルな「Ora2 架空CM」が収録されているほか、当時音源されていなかった「おじや」の沖縄ライブ映像も収録されている。

## 収録内容
| #         | タイトル         | 作詞・作曲 | 編曲            | 時間  |
| --------- | ---------------- | ---------- | --------------- | ----- |
| 1.        | 「わだち」       | 北川悠仁   | 寺岡呼人 & ゆず | 2:51  |
| 2.        | 「1」            | 北川悠仁   | 寺岡呼人 & ゆず | 5:18  |
| 3.        | 「シュミのハバ」 | 岩沢厚治   | 寺岡呼人 & ゆず | 3:45  |
| 4.        | 「桜木町」       | 北川悠仁   | 松任谷正隆      | 4:34  |
| 5.        | 「白鳥」         | 北川悠仁   | 寺岡呼人 & ゆず | 5:20  |
| 6.        | 「ウソっぱち」   | 岩沢厚治   | 寺岡呼人 & ゆず | 3:42  |
| 7.        | 「積み木ゲーム」 | 岩沢厚治   | 寺岡呼人 & ゆず | 3:59  |
| 8.        | 「命果てるまで」 | 北川悠仁   | 寺岡呼人 & ゆず | 4:11  |
| 9.        | 「歩行者優先」   | 岩沢厚治   | 寺岡呼人 & ゆず | 3:55  |
| 10.       | 「夏祭り」       | 北川悠仁   | 寺岡呼人 & ゆず | 1:54  |
| 11.       | 「蛍光灯の先」   | 岩沢厚治   | 寺岡呼人 & ゆず | 3:46  |
| 12.       | 「夢の地図」     | 北川悠仁   | 寺岡呼人 & ゆず | 4:57  |
| 13.       | 「栄光の架橋」   | 北川悠仁   | 松任谷正隆      | 6:51  |
| 合計時間: | 合計時間:        | 合計時間:  | 合計時間:       | 55:09 |

## 楽曲解説
1. わだち
2. 1
後にベスト・アルバム『Going [2001-2005]』にも収録された。
3. シュミのハバ
20枚目のシングル。
ライブでは、ラッキィ池田の振り付けによる振りを会場全体で行う、観客参加型コーナーになる。サブリーダー・岩沢曰く、「皆さんで作るライブです。」とのこと。
4. 桜木町
20枚目のシングル。
廃駅となった東横線・桜木町駅を偲んで作成したとされる。
ミュージック・ビデオには、石原さとみが出演した。
5. 白鳥
上記「おじや」でも歌われていた北川の祖母が亡くなった後に出来たという。
6. ウソっぱち
7. 積み木ゲーム
8. 命果てるまで
ロックバンド「ジェット機」が演奏で参加。カヴァーもしている。
9. 歩行者優先
19枚目のシングル。
10. 夏祭り
11. 蛍光灯の先
江崎グリコ「ポッキー」CMソング
12. 夢の地図
20枚目のシングル。
サンスター「Ora2」CMソング
13. 栄光の架橋
21枚目のシングル。
NHK「アテネオリンピック」テーマソング。
この曲で『第55回NHK紅白歌合戦』に出演した（2回目）。前回は中継であったため、初めてNHKホールからの出演となった。ピアノ演奏は、松任谷正隆。
エンディングはシングルと違い、「夢の地図」「1 〜ONE〜」ツアーで演奏された、コーラスが入ったロングバージョン。

## 参加ミュージシャン
- 北川悠仁：Vocal, Acoustic Guitar, Tambourine, Percussion
- 岩沢厚治：Vocal, Acoustic Guitar, Harp
- 寺岡呼人
  - Electric Guitar (2.3.9)
  - Acoustic Guitar (1.2.11)
  - Computer Programming
- 島村英二：Drums (4.5.6.13)
- 小田原豊：Drums (3.9)
- 佐野康夫：Drums (2.7.12)
- 川西ジェット (川西幸一)：Drums (8)
- 高水健司：Bass (4.5.6.13)
- 美久月千晴：Bass (2.3.7.9.12)
- 野田ジェット (野田タロウ)：Bass (8)
- 松任谷正隆
  - Keyboards (4.13)
  - Strings Arrange (13)
  - Computer Programming
- 中西康晴：Keyboards (2.5.6.7.8.9.11.12)
- 上杉洋史：Keyboards (2.3)
- 鈴木茂：Electric Guitar (12)
- 鳥山雄司：Electric Guitar (13)
- akkinジェット (akkin)：Electric Guitar (8)
- 藤田顕：Electric Guitar (2)
- 小井手仁徳：Electric Guitar (13)
- 高田漣：Slide Guitar (6)
- 阿部雅士：Strings Arrange (6)
- 金子飛鳥：Strings, 楊琴, 二胡 Arrangement (5)
- 阿部雅士ストリングス：Strings (6)
- 金子飛鳥ストリングス：Strings (5)
- 栄田嘉彦：Concert Master (13)
- 張林：楊琴 (5)
- 賈鵬芳：二胡 (5)
- 山本拓夫：Sax, Brass Arrange (7.12)
- 西村浩二：Trumpet (7.12)
- 荒木敏男：Trumpet (7.12)
- 村田陽一：Trombone (7.12)
- 三沢またろう：Percussion (12)
- 笹川章光とロンリーフライデーナイツ：Chorus, Hand Clap (12)
- 向笠高章：Computer Programming

## 関連作品
- 歩行者優先/濃　　M-9
- 桜木町/シュミのハバ/夢の地図　　M-3・4・12
- 栄光の架橋　　M-13
- Going Home　　M-2・3・4・9・12・13
- ゆずのね 1997-2007　　M-6・8
- YUZU YOU      M-13
- 二人参客 2015.8.15〜緑の日〜 -ライブアルバム　　M-13
- 二人参客 2015.8.16〜黄色の日〜 -ライブアルバム　　M-13